# AITO
Huawei Aito (кит. упр. 问界; кит. трад. 問界; пиньинь: Wèn jiè) — премиальное подразделение китайской компании Huawei, а также одноимённая серия электромобилей данной торговой марки. 
Базируется на выпуске как гибридных автомобилей, так и электромобилей. Основано в декабре 2021 года.

## История
В декабре 2021 года компания Huawei объявила о запуске бренда AITO и представила первый автомобиль под названием AITO M5.
В марте 2023 года компания AITO была переименована в Huawei AITO. В июне 2023 года на Китайском автомобильном форуме в Чунцине председатель правления Chery Automobile Инь Тунъюэ объявил, что совместный автомобиль с Huawei будет выпущен в четвёртом квартале 2023 года.

## Продукция
- Huawei Aito M5 (с 2022 года) — среднеразмерный внедорожник[12].
- Huawei Aito M7 (с 2022 года) — полноразмерный внедорожник.
- Huawei Aito M9 (с 2023 года) — полноразмерный внедорожник.
- Huawei Aito M8 (с 2025 года) — среднеразмерный внедорожник.

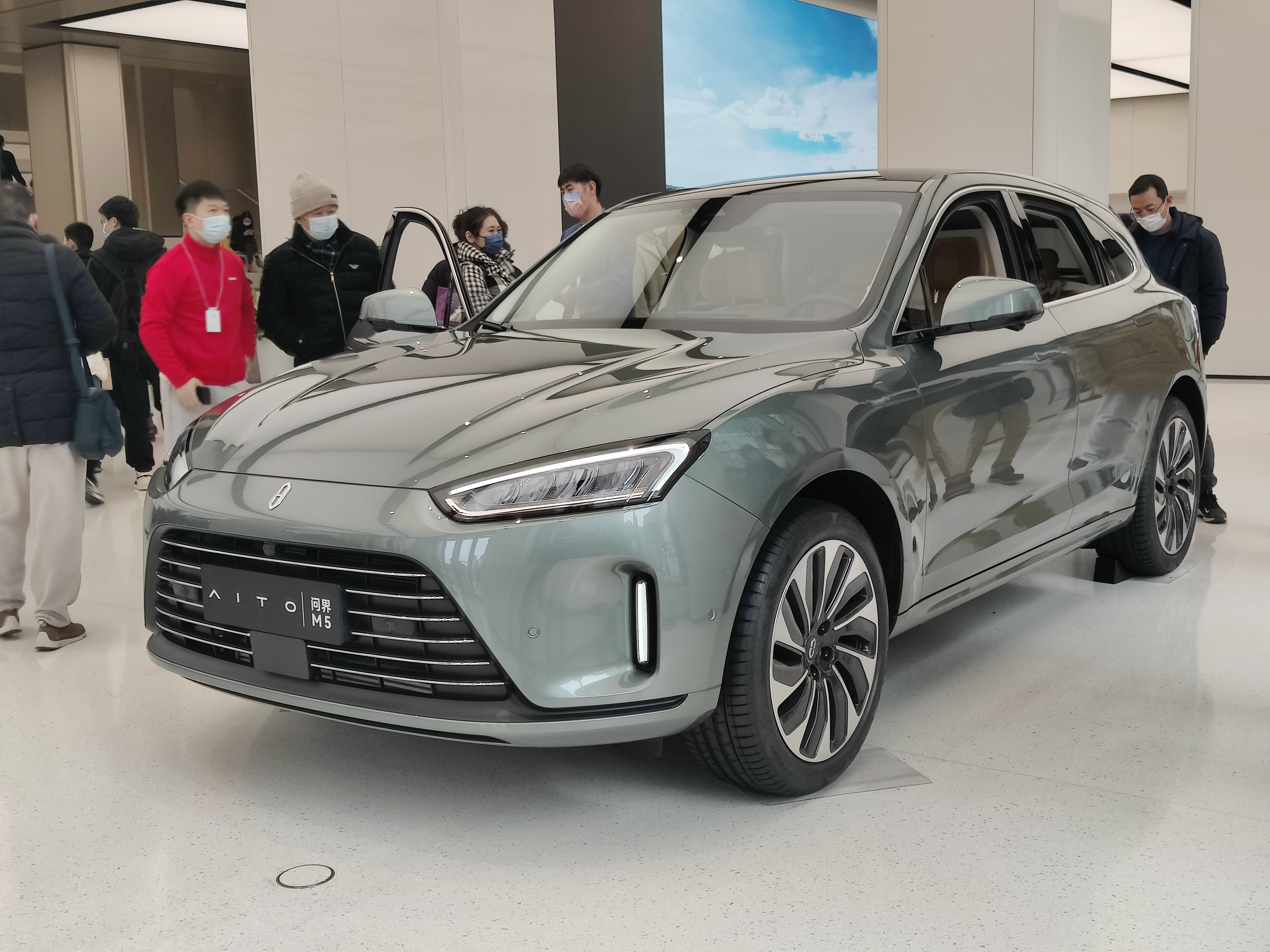
AITO M5
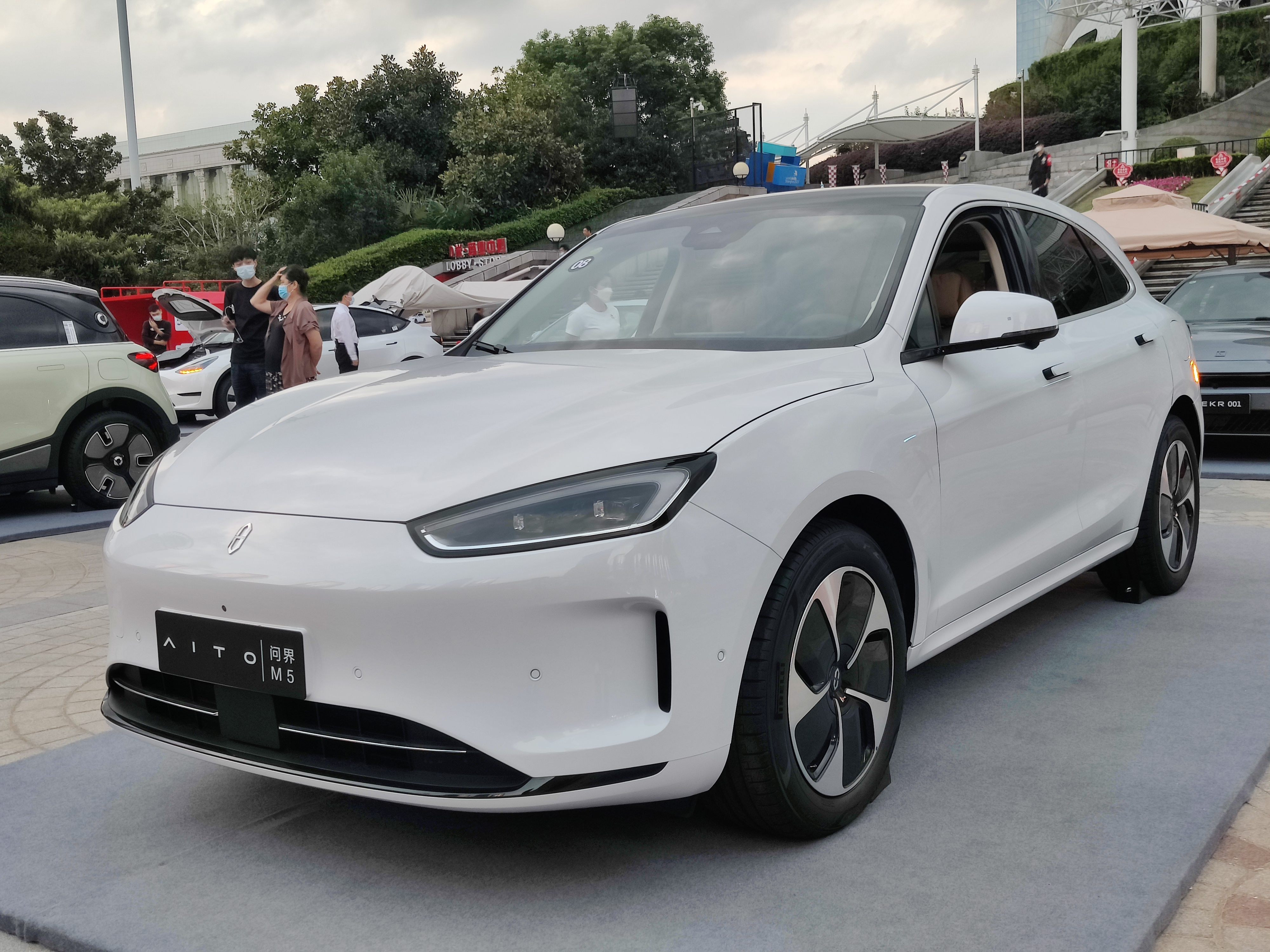
AITO M5 EV
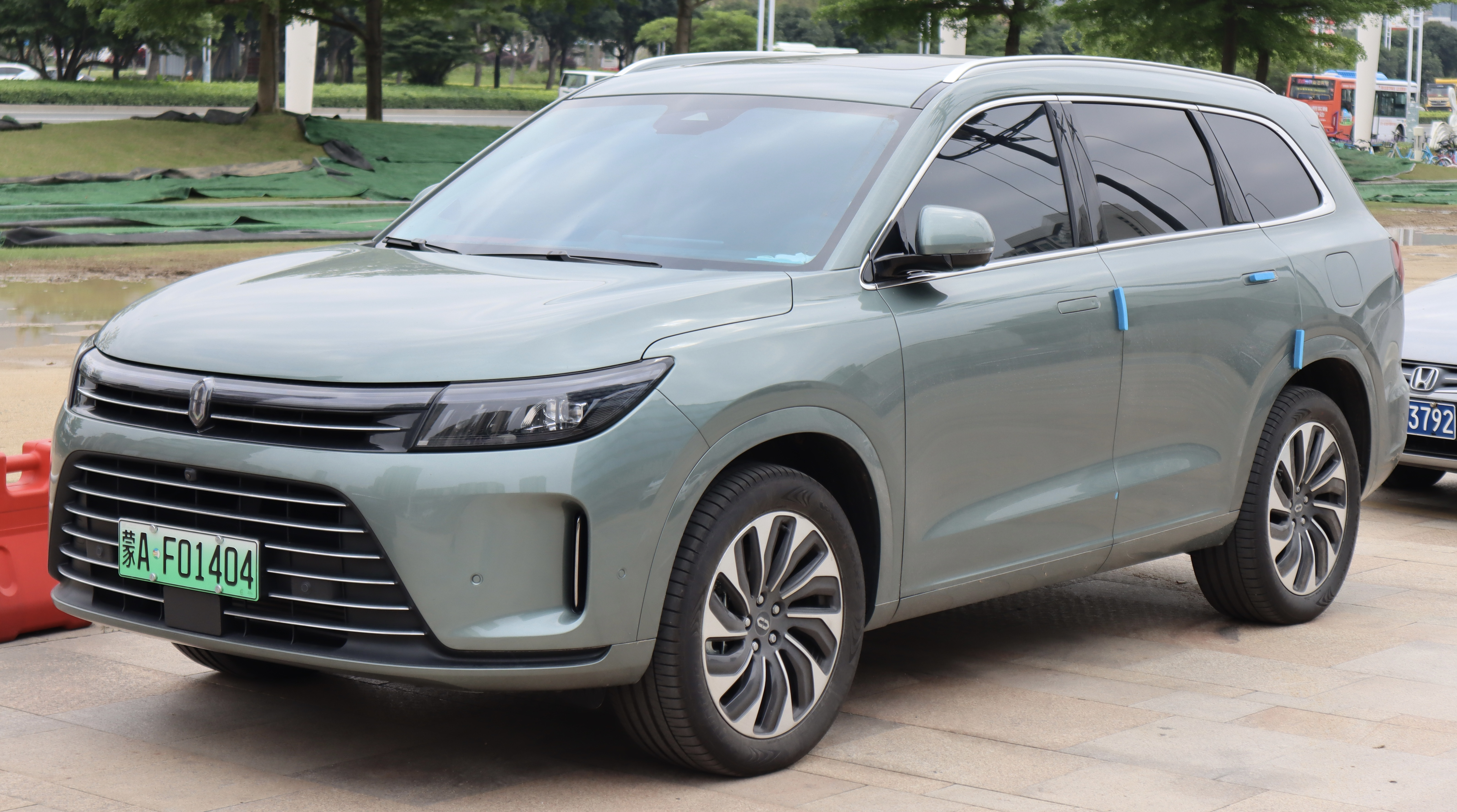
AITO M7

## Huawei Aito в России
В России продажи автомобилей AITO стартовали в 2023 году. Официальным дистрибьютером стал «МБ РУС». Вторым брендом в России стал LiXiang.

## Продажи
| Год  | Продано |
| ---- | ------- |
| 2022 | 76 180  |